# Stalo se v Montaně
Stalo se v Montaně je americký dramatický seriál, jehož tvůrcem je David E. Kelley. Kelley se inspiroval románem vydaným v roce 2013 The Highway, jehož autorem je C. J. Box. Seriál měl premiéru dne 17. listopadu 2020 na stanici ABC. V Česku byl uveden na Disney+.

## Děj
Soukromí detektivové Cassie Dewellová a Cody Hoyt se rozhodli spojit síly s Codyho bývalou manželkou, bývalou policistkou Jenny Hoytovou. Společnými silami se pokouší nalézt její dvě sestry, které byly uneseny řidičem nákladního automobilu na odlehlé dálnici v Montaně. Zjistí však, že sestry nejsou jedinými dívkami, které byly v oblasti Montany uneseny. Nyní závodí s časem a snaží se zastavit vraha, než unese další dívku.

## Obsazení

### Hlavní role
- Kylie Bunbury jako detektiv Cassie Dewell
- Ryan Phillippe jako detektiv Cody Hoyt
- Katheryn Winnick jako Jenny Hoyt
- Natalie Alyn Lind jako Danielle Sullivan
- Jade Pettyjohn jako Grace Sullivan, sestra Danielle
- John Carroll Lynch jako State Trooper Rick Legarski
- Dedee Pfeiffer jako Denise Brisbane
- Brian Geraghty jako Ronald Pergman, řidič kamionu, který je zapletený do několika nevyřešených únosů
- Jesse James Keitel jako Jerrie Kennedy
- Valerie Mahaffey jako Helen Pergman
- Ted Levine jako Horst Kleinsasser

### Vedlejší role
- Brooke Smith jako Merrilee Legarski, Rickova manželka
- Jeffery Joseph jako Joseph Dewell, Cassie otec
- Gage Marsh jako Justin Hoyt, syn Codyho a Jenny
- Gabriel Jacob-Cross jako Kai Dewell, Cassie syn
- Patrick Gallagher jako šerif Walter Tubb
- Camile Sullivan jako Joanie Sullivan, matka Danielle a Grace
- Chad Wilett jako Robert Sullivan, otec Danielle a Grace
- Sharon Taylor jako poručík Elena Sosa
- Anja Savcic jako Scarlet Leyendecker, přítelkyně Ronalda Pergmana
- Zoë Noelle Baker jako Phoebe Leyendecker, dcera Scarlet
- Michael Raymond-James jako Blake Kelinsasser, Horstův syn
- Britt Robertson jako Cheyenne Kleinsasser, Horstova dcera
- Kyle Schmid jako John Wayne Kleinsasses, Horstův syn
- Ryan Dorsey jako Rand Kleinsasser, Horstův syn
- Michelle Forbes jako Margaret Kleinsasser, Horstova manželka

## Seznam dílů

### První řada (2020–2021)
| Č. v seriálu | Č. v řadě | Původní název                         | Český název                        | Režie                     | Scénář                                          | Premiéra v USA     | Premiéra v ČR   |
| ------------ | --------- | ------------------------------------- | ---------------------------------- | ------------------------- | ----------------------------------------------- | ------------------ | --------------- |
| 1            | 1         | Pilot                                 | Pilot                              | Paul McGuigan             | David E. Kelley                                 | 17. listopadu 2020 | 14. června 2022 |
| 2            | 2         | Nowhere to Run                        | Není kam utéct                     | Paul McGuigan             | David E. Kelley                                 | 24. listopadu 2020 | 14. června 2022 |
| 3            | 3         | The Big Rick                          | Velký Rick                         | Gwyneth Horder-Payton     | David E. Kelley a Jonathan Shapiro              | 1. prosince 2020   | 14. června 2022 |
| 4            | 4         | Unfinished Business                   | Nevyřízené účty                    | Gwyneth Horder-Payton     | Annakate Chappel a Matthew Tinker               | 8. prosince 2020   | 14. června 2022 |
| 5            | 5         | A Good Day to Die                     | Skvělý den na smrt                 | Jennifer Lynch            | Jonathan Shapiro                                | 15. prosince 2020  | 14. června 2022 |
| 6            | 6         | The Wolves Are Always Out for Blood   | Vlci jsou po krvi                  | Mark Tonderai             | Maria Sten                                      | 26. ledna 2021     | 14. června 2022 |
| 7            | 7         | I Fall to Pieces                      | Jsem na dně                        | Jennifer Lynch            | Annakate Chappell a Matthew Tinker              | 2. února 2021      | 14. června 2022 |
| 8            | 8         | The End is Near                       | Konec se blíží                     | Hanelle Culpepper         | Morenike Balogun                                | 9. února 2021      | 14. června 2022 |
| 9            | 9         | Let It Be Him                         | Dělá to po svém                    | Michael Goi               | Jonathan Shapiro                                | 16. února 2021     | 14. června 2022 |
| 10           | 10        | Catastrophic Thinking                 | Katastrofální myšlenky             | Gwyneth Horder-Payton     | Annakate Chappell a Matthew Tinker              | 13. dubna 2021     | 14. června 2022 |
| 11           | 11        | All Kinds of Snakes                   | Nikomu nevěř                       | Gwyneth Horder-Payton     | Elwood Reid a Maria Sten                        | 13. dubna 2021     | 14. června 2022 |
| 12           | 12        | No Better Than Dogs                   | O nic lepší než psi                | Oliver Bokelberg          | Elwood Reid a Brian McCauley Johnson            | 20. dubna 2021     | 14. června 2022 |
| 13           | 13        | White Lion                            | Bílý lev                           | Christina Alexandra Voros | Elwood Reid a Morenike Balogun                  | 27. dubna 2021     | 14. června 2022 |
| 14           | 14        | Nice Animals                          | Pěkná zvířata                      | Michael Goi               | Elwood Reid a Jonathan Shapiro                  | 4. května 2021     | 14. června 2022 |
| 15           | 15        | Bitter Roots                          | Zkažená rodina                     | Alonso Alvarez-Barreda    | Elwood Reid a Dominique A. Holmes               | 11. května 2021    | 14. června 2022 |
| 16           | 16        | Love is a Strange and Dangerous Thing | Láska je zvláštní a nebezpečná věc | Michael Go                | Elwood Reid, Annakate Chappell a Matthew Tinker | 18. května 2021    | 14. června 2022 |

### Druhá řada (2021–2022)
| Č. v seriálu | Č. v řadě | Původní název            | Český název         | Režie                     | Scénář                                       | Premiéra v USA     | Premiéra v ČR   |
| ------------ | --------- | ------------------------ | ------------------- | ------------------------- | -------------------------------------------- | ------------------ | --------------- |
| 17           | 1         | Wakey, Wakey             | Vstávej             | Jeff T. Thomas            | Elwood Reid                                  | 30. září 2021      | 14. června 2022 |
| 18           | 2         | Huckleberry              | Huckleberry         | Christina Alexandra Voros | Sharon Lee Watson                            | 7. října 2021      | 14. června 2022 |
| 19           | 3         | You Have to Play Along   | Musíte hrát s námi  | Tasha Smith               | Kyle Long                                    | 14. října 2021     | 14. června 2022 |
| 20           | 4         | Gettin' Right to It      | Přímo k věci        | Rob Seidenglanz           | Mike Flynn                                   | 21. října 2021     | 14. června 2022 |
| 21           | 5         | Mother Nurture           | Mateřská výchova    | Darren Grant              | Annakate Chappell                            | 11. listopadu 2021 | 14. června 2022 |
| 22           | 6         | Heart-shaped Charm       | Srdíčko             | Ben Hernandez Bray        | Ryan O'Nan                                   | 18. listopadu 2021 | 14. června 2022 |
| 23           | 7         | Little Boxes             | Krabičky            | Lisa Leone                | Brian McCauley Johnson                       | 9. prosince 2021   | 14. června 2022 |
| 24           | 8         | The End Has No End       | Nekonečný konec     | Jeff T. Thomas            | Dominique A. Holmes                          | 16. prosince 2021  | 14. června 2022 |
| 25           | 9         | Trust Issues             | Problémy s důvěrou  | Tanya Hamilton            | Matthew Tinker                               | 24. února 2022     | 14. června 2022 |
| 26           | 10        | Happy Thoughts           | Šťastné myšlenky    | Blackhorse Lowe           | Elwood Reid a Benjy Steinberg                | 3. března 2022     | 14. června 2022 |
| 27           | 11        | Do No Harm               | Neubližuj           | Nina Lopez-Corrado        | Annakate Chappell                            | 10. března 2022    | 14. června 2022 |
| 28           | 12        | A Good Boy               | Dobrý chlapec       | Oliver Bokelberg          | Sharon Lee Watson a Ryan O'Nan               | 17. března 2022    | 14. června 2022 |
| 29           | 13        | The Shipping News        | Zpráva o zásilce    | Darren Grant              | Kyle Long a Mike Flynn                       | 24. března 2022    | 14. června 2022 |
| 30           | 14        | Dead Man's Float         | Splývání na hladině | Lisa Leone                | Brian McCauley Johnson a Dominique A. Holmes | 31. března 2022    | 14. června 2022 |
| 31           | 15        | The Muffin or the Hammer | Tohle se neodpouští | Christina Alexandra Voros | Sharon Lee Watson a Ryan O'Nan               | 7. dubna 2022      | 14. června 2022 |
| 32           | 16        | Keys to the Kingdom      | Klíče od království | Claudia Yarmy             | Sharon Lee Watson a Dominique A. Holmes      | 5. května 2022     | 14. června 2022 |
| 33           | 17        | Family Matters           | Rodinné záležitosti | Loren Yaconelli           | Kyle Long a Brian McCauley Johnson           | 12. května 2022    | 14. června 2022 |
| 34           | 18        | Catch a Few Fish         | Chytit pár ryb      | Jeff T. Thomas            | Elwood Reid                                  | 19. května 2022    | 14. června 2022 |

### Třetí řada (2022–2023)
| Č. v seriálu | Č. v řadě | Původní název                       | Český název                       | Režie               | Scénář                                                    | Premiéra v USA     | Premiéra v ČR     |
| ------------ | --------- | ----------------------------------- | --------------------------------- | ------------------- | --------------------------------------------------------- | ------------------ | ----------------- |
| 35           | 1         | Do You Love An Apple                | Miluješ jablka?                   | Jeff T. Thomas      | Elwood Reid a Sharon Lee Watson                           | 21. září 2022      | 21. prosince 2022 |
| 36           | 2         | The Woods Are Lovely, Dark and Deep | Lesy jsou krásné, temné a hluboké | Kelli Williams      | Kyle Long a Christine Roum                                | 28. září 2022      | 28. prosince 2022 |
| 37           | 3         | A Brief History of Crime            | Stručná historie kriminality      | Nimisha Mukerji     | Annakate Chappell a Brian McCauley Johnson                | 5. října 2022      | 4. ledna 2023     |
| 38           | 4         | Carrion Comfort                     | Mrtvolný komfort                  | Jeff T. Thomas      | Ryan O'Nan a Dominique A. Holmes                          | 12. října 2022     | 11. ledna 2023    |
| 39           | 5         | Flesh and Blood                     | Z masa a kostí                    | Lisa Leone          | Sharon Lee Watson a Benjy Steinberg                       | 19. října 2022     | 18. ledna 2023    |
| 40           | 6         | The Bag and the Box                 | Taška a krabice                   | Laura Nisbet-Peters | Kyle Long a Jason Wilborn                                 | 26. října 2022     | 25. ledna 2023    |
| 41           | 7         | Come Get Me                         | Pojď si pro mě                    | Tori Garrett        | Christine Roum a Annakate Chappell                        | 2. listopadu 2022  | 1. února 2023     |
| 42           | 8         | Duck Hunting                        | Hon na kachny                     | Blackhorse Lowe     | Sharon Lee Watson a Ryan O'Nan                            | 16. listopadu 2022 | 8. února 2023     |
| 43           | 9         | Where There's Smoke There's Fire    | Na každém šprochu pravdy trochu   | Keith Powell        | Kyle Long a Brian McCauley Johnson                        | 30. listopadu 2022 | 15. února 2023    |
| 44           | 10        | A Thin Layer of Rock                | Tenká vrstva kamene               | Ben Hernandez Bray  | Jason Wilborn a Dominique A. Holmes                       | 7. prosince 2022   | 22. února 2023    |
| 45           | 11        | Super Foxes                         | Super lišky                       | Lisa Leone          | Christine Roum a Ryan O'Nan                               | 4. ledna 2023      | 1. března 2023    |
| 46           | 12        | Are You Mad?                        | Šílíš?                            | Ben Hernandez Bray  | Jason Wilborn a Annakate Chappell                         | 11. ledna 2023     | 8. března 2023    |
| 47           | 13        | That Old Feeling                    | Ten starý pocit                   | Jeff T. Thomas      | Elwood Reid, Dominique A. Holmes a Brian McCauley Johnson | 18. ledna 2023     | 15. března 2023   |